# Crisoprasio

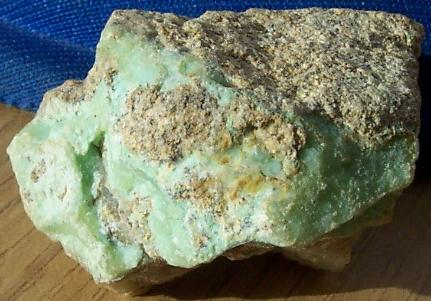
Crisoprasio

Il crisoprasio, crisopraso o crisopazio è una varietà di calcedonio che contiene piccole quantità di nichel. Il suo colore è tipicamente verde-mela, ma può prendere varie tonalità anche più scure. È considerata una pietra dura e viene utilizzata come gemma e per scopi ornamentali.

## Aspetto e proprietà fisiche
Calcedonio è il nome generico che viene dato al quarzo quando si presenta in masse compatte microcristalline di aspetto variabile: generalmente si tratta di croste o masse concrezionarie per via del tipo di mineralizzazione, di colore uniforme o zonate (con striature di varie tonalità) e frequentemente in aggregati tondeggianti (mammellonari o botroidali) o nodulari.

La struttura è costituita prevalentemente da fibre criptocristalline isorientate e in misura minore da aggregati microgranulari.
A seconda della colorazione e dell'aspetto, il calcedonio prende varie denominazioni (oltre al crisoprasio: agata, corniola, onice, diaspro, eliotropio).

Parimenti a tutte le varietà di calcedonio, il crisoprasio ha durezza 6-7 nella scala di durezza di Mohs e una frattura di tipo concoide.

## Paragenesi e ambiente di formazione

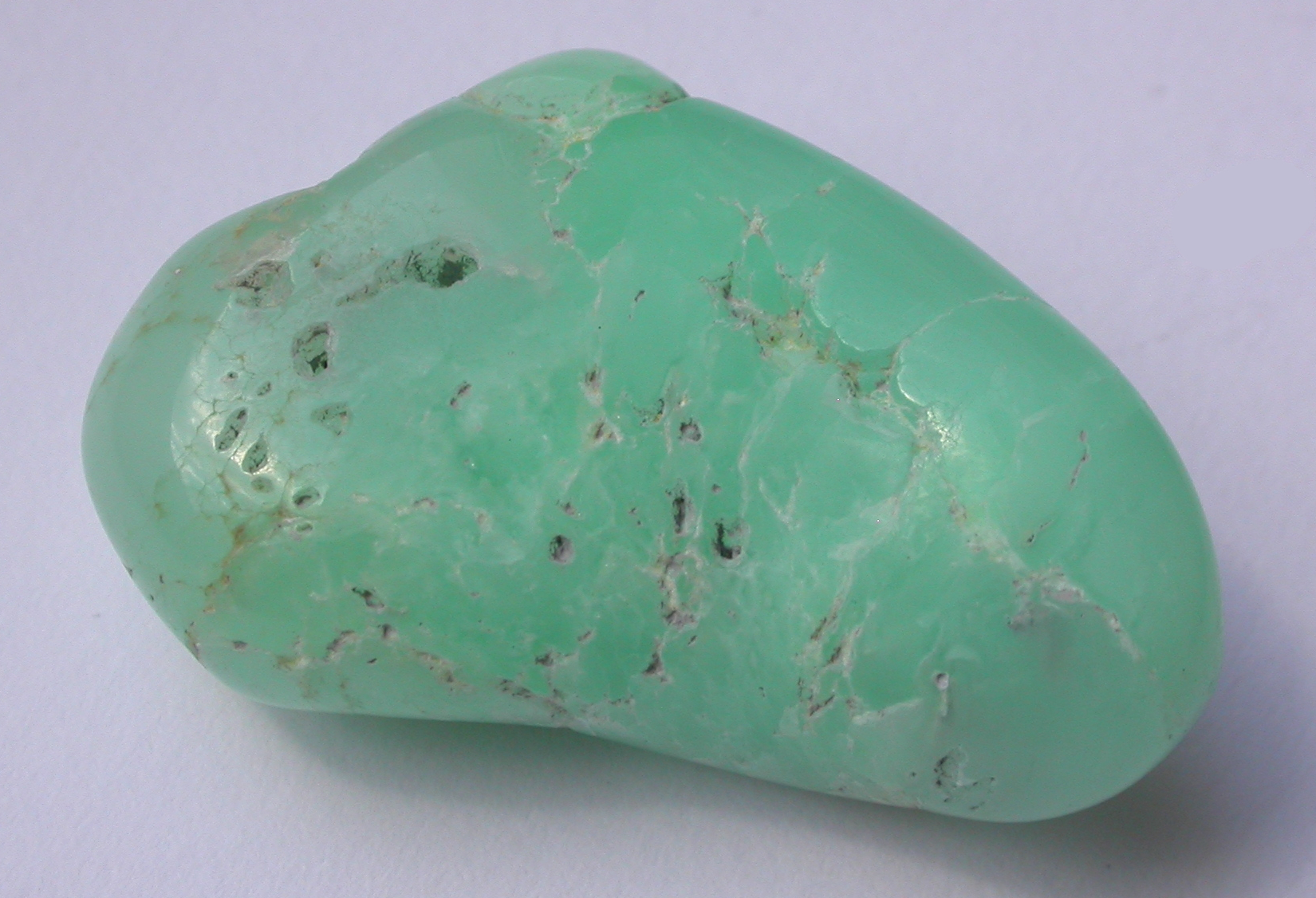
Crisoprasio

Similmente a diversi minerali la cui colorazione è causata da impurezze metalliche o difetti strutturali del reticolo cristallino, quello del crisoprasio è originato dalla presenza di atomi di nichel nel reticolo causate da inclusioni di frammenti di willemseite (Vasconcelos e Singh, 1996).
La presenza di nichel è legata al tipo di mineralizzazione del crisoprasio: quella principale è di tipo idrotermale da soluzioni acquose calde di origine magmatica oppure metamorfico in lateriti formatesi per alterazione di serpentiniti nichelifere o altri tipi di rocce ofiolitiche ultrabasiche. 
Nei depositi australiani, il crisoprasio si trova in concrezioni e noduli assieme a goethite e altri idrossidi di ferro che costituiscono i cappellacci di alterazione di saproliti ricche in magnesio.
Le maggiori concentrazioni si trovano nel Queensland e nell'Australia Occidentale, in Germania, Polonia, Russia, Arizona, California e Brasile.

## Uso
A causa della sua relativa rarità e della particolare colorazione, il crisoprasio, in specie quello cosiddetto imperiale, è una delle varietà di calcedonio più apprezzate e costose. Tagliate generalmente a cabochon, la gemme migliori sono valutate quanto la giada con cui talvolta il crisoprasio viene confuso.

## Curiosità
Il famoso teologo e filosofo del Medio Evo Alberto Magno, nel suo libro Segreti e virtù di erbe, pietre e animali, racconta che Alessandro il Grande soleva portare una pietra di crisoprasio nella sua cintura, convinto che il suo potere gli avrebbe assicurato la vittoria in battaglia.